# Pfarrkirche St. Johann bei Herberstein

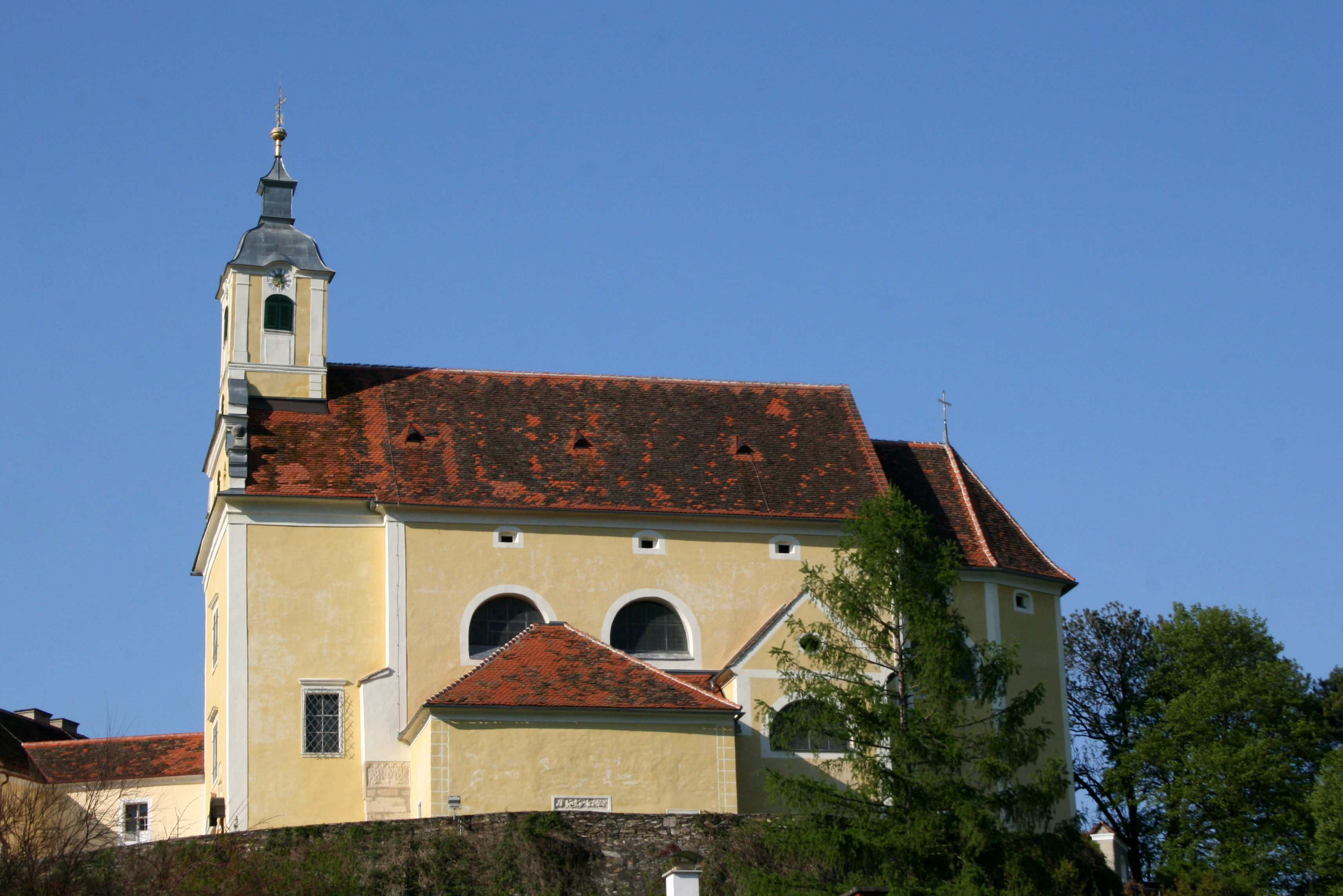
Pfarrkirche hl. Johannes der Täufer

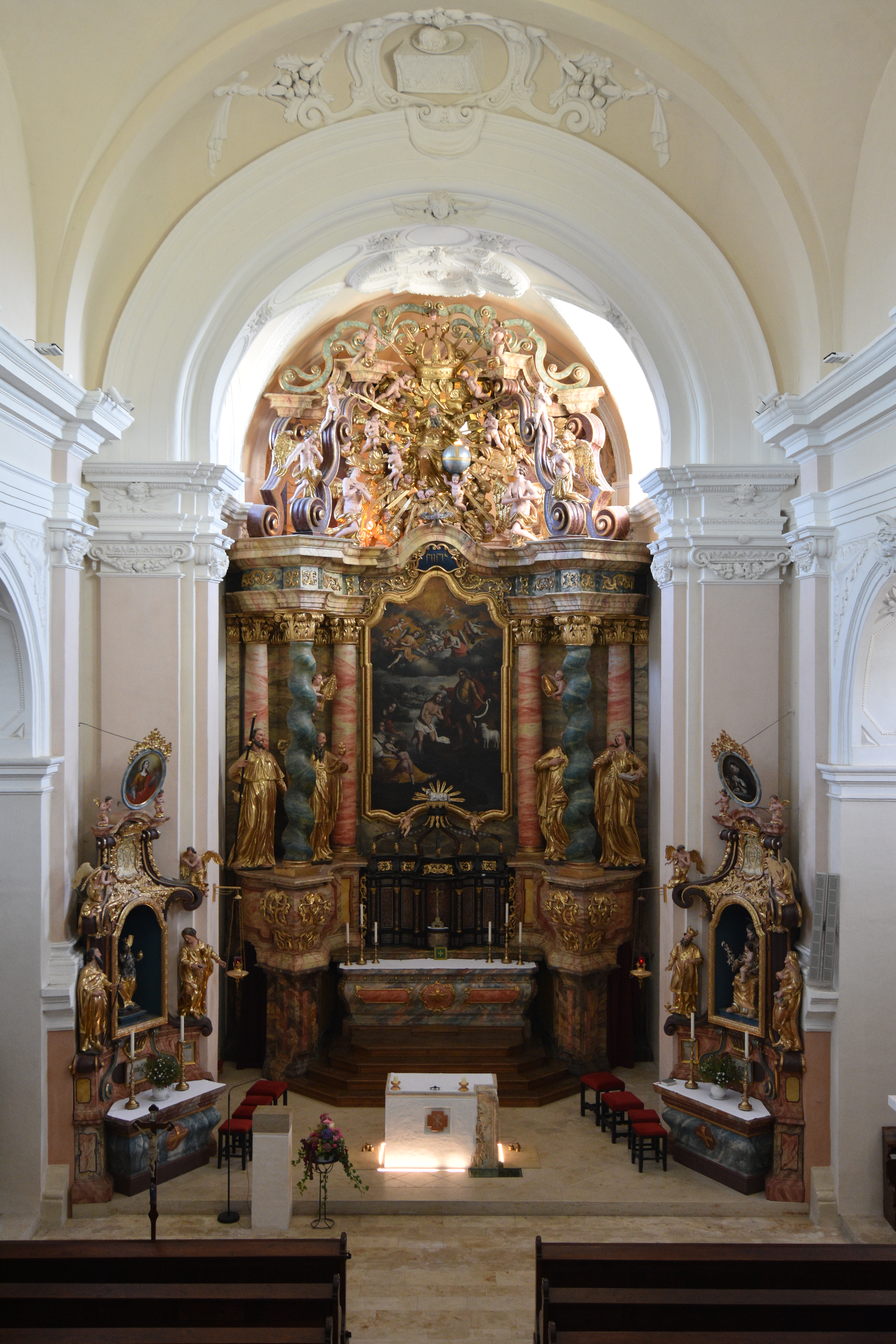
Der Hochaltar

Die römisch-katholische Pfarrkirche Sankt Johann bei Herberstein steht im Ort Sankt Johann bei Herberstein in der Gemeinde Feistritztal in der Steiermark. Die Pfarrkirche Johannes der Täufer gehört zum Dekanat Gleisdorf in der Diözese Graz-Seckau. Das Kirchengebäude steht unter Denkmalschutz.

## Geschichte
Um 1150 wurde unter Liutold von Gutenberg die erste Kirche erbaut und 1170 urkundlich genannt. Ab 1245 gehörte die Kirche zur Erzdiözese Salzburg und ging 1260 an den Deutschen Ritterorden. Nachdem die Kirche in den Besitz von Johann Maximilian Herberstein überging, kam es 1652 zur Gründung eines Augustiner-Eremiten-Klosters, welches 1820 wieder aufgehoben wurde. Der Neubau der Kirche neben dem Kloster erfolgte ab 1655 nach einem Entwurf des Architekten Antonio Solari und des Baumeisters Michael Arhan. 1953 wurden die Kirche und das Kloster an den Kapuzinerorden übergeben. 1979 fand eine Innenrestaurierung statt.

## Architektur
Die Kirche wurde auf einem Ausläufer des Berges Kulm, oberhalb des Flusses Feistritz nahe dem Schloss Herberstein weithin sichtbar erbaut. Das hohe dreijochige Langhaus hat ein Kreuzgratgewölbe und Gurten auf einer Wandgliederung mit ionischen Pilastern auf Sockeln und einem kräftigen, umlaufenden Gesims. In die Gewölbezone ragen Lunettenfenster hinein. Der eingezogene Chor hat einen 3/8-Schluss, die Sakristei ist durch ein Freskenprogramm von Johann Cyriak Hackhofer aus dem Jahr 1730 geschmückt.
Außen am Chor und den Umfriedungsmauern sind mehrere figurale Römersteine aus dem 1. bis zum 3. Jahrhundert angebracht.

## Ausstattung

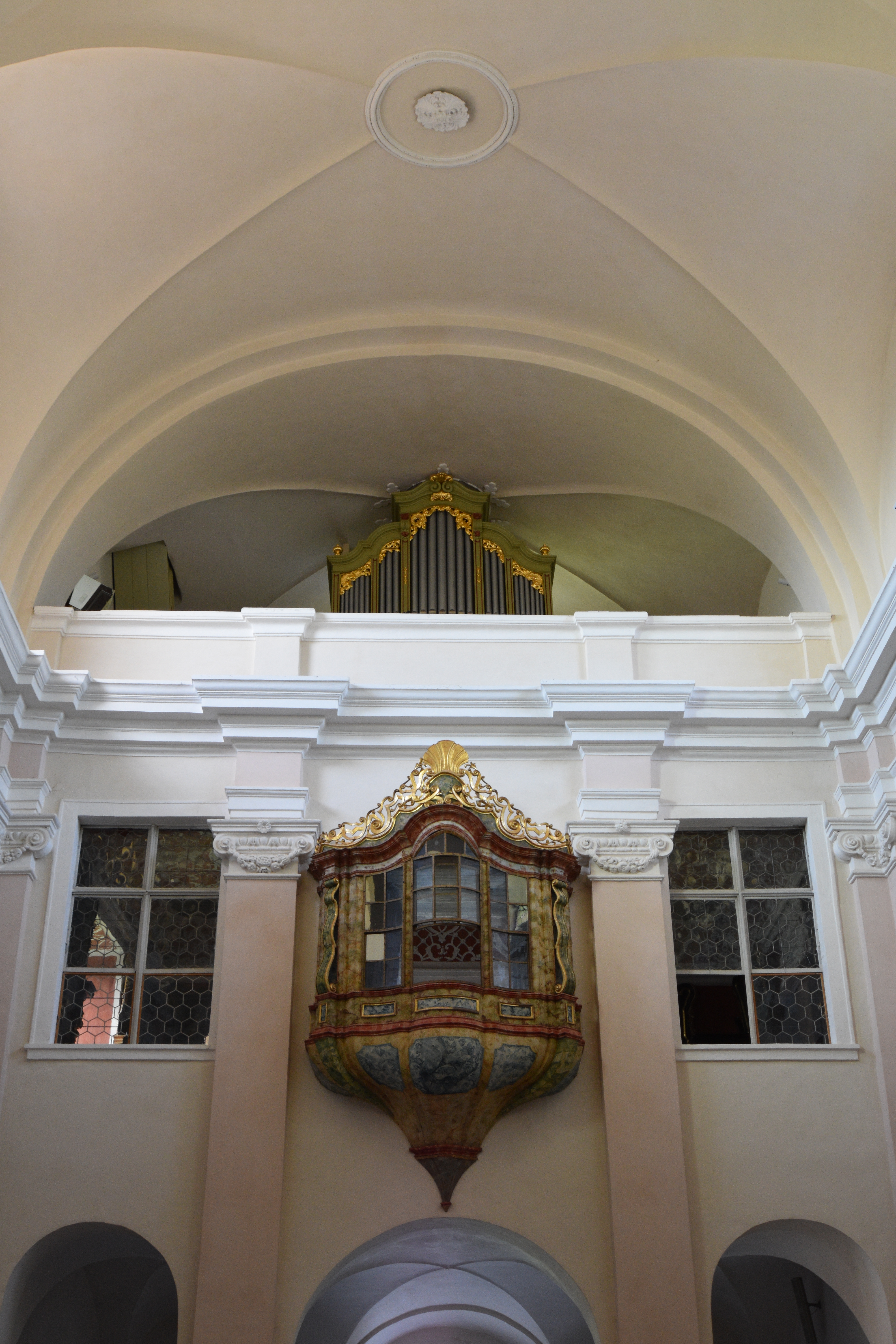
Die Orgel von Albert Mauracher

Die Orgel baute Albert Mauracher (1903).